# Spirorbis polyoperculata
Spirorbis polyoperculata är en ringmaskart som beskrevs av Ian Rothwell Straughan 1969. Spirorbis polyoperculata ingår i släktet Spirorbis och familjen Serpulidae. Inga underarter finns listade i Catalogue of Life.